# Florence Rita Arrey
Florencia Rita Arrey (Mamfé Central, 18 de mayo de 1948) es una jueza camerunesa. Fue la primera mujer en ser jueza en la Corte de Apelaciones de su país. Integró la Corte Suprema de Camerún, y fue vicepresidenta del Tribunal Penal Internacional para Ruanda. En 2014, fue nombrada directora de profesiones judiciales en el Ministerio de Justicia de Camerún.

## Carrera
Estudió derecho en la Universidad de Lagos (Nigeria) y tiene un diploma en redacción jurídica y un certificado en derecho internacional de la Universidad de Londres.
Fue la primera mujer en ser nombrada Consejera del Estado en Camerún en 1974. Fue nombrada para la Corte de Apelaciones en 1984 y en 1990 se convirtió en la primera mujer nombrada Presidenta de la Corte Suprema de Apelaciones. En 2000, fue nombrada miembro de la Corte Suprema de Camerún.
Fue elegida jueza ad litem del Tribunal Penal Internacional para Ruanda (ICTR) por la Asamblea General de las Naciones Unidas en 2003. En 2012, fue elegida vicepresidenta del ICTR y jueza del Mecanismo Residual Internacional de los Tribunales Penales.
En 2014, fue nombrada directora de profesiones judiciales en el ministerio de justicia de Camerún. Además es presidenta y fundadora de la Asociación de Juezas de Camerún y vicepresidenta de la Asociación Internacional de Juezas.
En el Día Internacional de la Mujer en 2011, fue nombrada una de las 50 mujeres más influyentes de Camerún.

## Obra
- Arrey, Florence Rita (2000). «Legislative and Judicial Treatment of Family Relations in Cameroon».  En United Nations. Division for the Advancement of Women, ed. Bringing International Human Rights Law Home: Judicial Colloquium on the Domestic Application of the Convention on the Elimination of All Forms of Discrimination Against Women and the Convention on the Rights of the Child (en inglés). United Nations Publications. pp. 138-140.